# Марківці (Сяноцький повіт)
Марківці (пол. Markowce) — лемківське село в Польщі, у гміні Сянік Сяноцького повіту Підкарпатського воєводства. Населення — 351 особа (2011).

## Розташування
Знаходиться на південь від дороги з Сяніка до Заршина. Лежить за 8 км на захід від адміністративного центру повіту — Сяніка і за 55 км на південь від адміністративного центру воєводства — Ряшева.

## Історія
У 1340—1772 роках село входило до складу Сяноцької землі Руського воєводства (Королівства Польського, Речі Посполитої). У 1772—1918 роках — Королівства Галичини та Володимирії, коронного краю Габсбурзької монархії (з 1804 — Австрійської імперії, з 1867 — Австро-Угорщини), зокрема з 1867 р. у складі Сяніцького повіту. З грудня 1920 до 1939 років — Сяніцький повіт Львівського воєводства Польської Республіки, у 1934—1939 роках — в об'єднаній сільській гміні Сянік.
У 1880 році село нараховувало 152 мешканці, з яких 108 греко-католиків і 44 римо-католики.
1898 року у 25 будинках мешкало 140 осіб.
Напередодні Другої світової війни село налічувало 230 мешканців, у тому числі 120 поляків і 110 українців. Українці належали до парафії в Пельні. З 1930 року парафія належала до Буківського деканату.
Після війни українське корінне населення виселене в СРСР.
У 1975—1998 роках село належало до Кросненського воєводства.

## Відомі люди
- Броніслав Віктор — польський архітектор, народився в селі.

## Демографія
Демографічна структура станом на 31 березня 2011 року:
|          | Загалом | Допрацездатний вік | Працездатний вік | Постпрацездатний вік |
| -------- | ------- | ------------------ | ---------------- | -------------------- |
| Чоловіки | 173     | 33                 | 130              | 10                   |
| Жінки    | 178     | 45                 | 104              | 29                   |
| Разом    | 351     | 78                 | 234              | 39                   |